# Олів'є Дакур
Олів'є Дакур (фр. Olivier Dacourt, нар. 25 вересня 1974, Монтрей) — французький футболіст, що грав на позиції півзахисника.
Виступав, зокрема, за «Лідс Юнайтед», «Рому» та «Інтернаціонале», а також національну збірну Франції. У складі збірної — дворазовий володар Кубка Конфедерацій.

## Клубна кар'єра

### Ранні роки
Народився 25 вересня 1974 року в місті Монтрей. Вихованець юнацьких команд футбольних клубів «Ольне-су-Буа» та «Страсбур». Дакур дебютував у вищому дивізіоні Франції за «Страсбур» 20 березня 1993 року в гостьовому матчі, програному з рахунком 0:2 «Осеру». 24 травня 1997 року Олів'є забив свій перший м'яч у Лізі 1 за «Страсбург» у виїзній грі проти «Парі Сен-Жермен». Незважаючи на це, «Страсбург» програв матч з рахунком 1:2. В тому ж сезоні Дакур допоміг команді виграти трофей — Кубок французької ліги. Всього Дакур провів за рідний клуб шість сезонів, взявши участь у 127 матчах чемпіонату.
У 1998 році Дакур перейшов в «Евертон» і дебютував у англійській Прем'єр-лізі 15 серпня 1998 року в двобої притив «Астон Вілли». Матч закінчився безгольовою нічиєю — 0:0. 17 лютого 1999 року Олів'є забив свій перший гол м'яч у Прем'єр-лізі, взявши участь у розгромній перемозі над «Мідлсбро», з рахунком 5:0. Всього за сезон француз провів 30 матчів у чемпіонаті і забив два голи, проте 1999 року виявив бажання повернутись на батьківщину, через що сезон 1999/00 провів у «Лансі», з яким він провів відмінний європейський сезон, досягнувши півфіналу Кубка УЄФА, де його команда програла «Арсеналу». У чемпіонаті клуб зайняв 5 місце і на наступний рік також кваліфікувався у цей турнір.

### «Лідс Юнайтед»
Влітку 2000 року за 7,2 млн фунтів Дакур перейшов у «Лідс Юнайтед», який президент Пітер Рідсдейл намагався зробити топ-клубом. Для цього він підписав ряд талановитих гравців, таких як Ріо Фердінанд, Марк Відука, Роббі Кін та Гаррі К'юелл. Поряд з усіма цими зірками Дакур в першому ж сезоні взяв участь у своєму другому півфіналі єврокубка поспіль, але цього разу в Лізі чемпіонів проти «Валенсії». Він був основним центральним півзахисникою під керуванням Девіда О'Лірі, головним чином, партнером Девіда Бетті в центрі півзахисту «Лідса». Завдяки цьому Дакур став основним гравцем національної збірної Франції. Але після звільнення О'Лірі, його наступник Террі Венейблз посадив француза на лавку, надаючи перевагу австралійцю Полу Окону.

### Виступи в Італії
З початком фінансових проблем в англійському клубі, «Лідс» був змушений продати своїх зіркових гравців, включаючи Дакура, якого на початку 2003 року було віддано в «Рому», де і грав до кінця сезону. Після звільнення Венейблза і заміну на Пітера Ріда, з'явилась інформація про повернення Дакура в Англію, але римський клуб викупив контракт гравця за 5 млн євро . Відіграв за «вовків» наступні три сезони своєї ігрової кар'єри. Граючи у складі «Роми» також здебільшого виходив на поле в основному складі команди і в останньому сезоні 2005/06 став фіналістом Кубка Італії.
2006 року за правилом Босмана уклав контракт з «Інтернаціонале», у складі якого провів наступні три роки своєї кар'єри гравця. Спочатку Дакур був підписаний як резервний гравець, але він швидко став ключовим у світлі травми Патріка Вієйра і допоміг клубу виграти свій перший чемпіонат Італії з 1989 року. У наступному сезоні 2 грудня 2007 року у матчі проти «Фіорентини» він пошкодив ліве коліно, розірвавши хрестоподібну зв'язку та пошкодивши дві інші зв'язки у ньому. Через це француз не виступав за клуб у решті сезону 2007/08, хоча й клуб все ж таки виграв вдруге поспіль чемпіонство, але Дакур зіграв лише 9 ігор. В кубку Італії ситуація у француза вийшла не такою зірковою — у той час як він грав за «Рому», Дакур програв два фінали Кубка Італії проти «Інтера» (2005 та 2006), а виступаючи за «Інтер», він двічі (2007 і 2008) програвав Фінали національного кубка саме «Ромі». У сезоні 2008/09, після відновлення після травми, Дакур зіграв лише одну гру в Серії А і не був в планах нового тренера Жозе Моурінью.

### Завершення кар'єри
2 лютого 2009 року він приєднався на правах оренди до кінця сезону до «Фулгема». Тим не менш француз став лише запасним гравцем, через що влітку повернувся до «Інтернаціонале» де його контракт закінчився, і він став вільним агентом.
23 вересня 2009 року Дакур підписав річний контракт із бельгійським «Стандардом» (Льєж). Він був запрошений на зміну Стівену Дефуру, який отримав травму ноги і повинен був пропустити близько трьох місяців. Олів'є став партнером по півзахисту Акселя Вітселя, але після відновлення Дефура 8 лютого 2010 року «Стандард» оголосив про закінчення контракту з гравцем. 16 березня 2010 року Олів'є Дакур вирішив покласти край своїй ігровій кар'єрі.

## Виступи за збірні
1994 року дебютував у складі юнацької збірної Франції, взяв участь у 7 іграх на юнацькому рівні.
1995 року виграв Кубок світу серед військовослужбовців зі збірною Франції, яку очолював Роже Лемер, а партнерами були Вікаш Дорасо, Давід Соммей та Ерве Алікарте.
Наступного року Дакур грав за олімпійську збірну на Літніх Олімпійських іграх 1996 року, з якою вибув у чвертьфіналі від Португалії, незважаючи на наявність у команді майбутніх видатних гравців збірної, таких як Робер Пірес, Сільвен Вільтор або Клод Макелеле.
Не маючи у своєму активі жодного матчу у складі національної збірної Франції, він був включений у заявку команди на розіграш Кубка конфедерацій 2001 року в Японії і Південній Кореї. На цьому турнірі 30 травня 2001 року Дакур дебютував в офіційних іграх у складі збірної в матчі проти Південної Кореї. Матч закінчився перемогою французів 5:0. Загалом Олів'є зіграв у трьох матчах на турнірі і допоміг виграти золоті медалі.
Через два роки Дакур виграв з командою другий поспіль Кубок конфедерацій, зігравши чотири матчі, а потім і поїхав на чемпіонат Європи 2004 року у Португалії, де дійшов з командою до чвертьфіналу (3 гри).
У жовтні 2004 року Дакур був викликаний тренером Раймоном Доменеком на два відбіркові матчі до чемпіонаті світу 2006 року проти Ірландії та Кіпру, які стали його останніми двома матчами за збірну. Протягом кар'єри у національній команді, яка тривала 4 роки, провів у формі головної команди країни 21 матч, забивши 1 гол.
| Дата       | Місто                    | Господарі  | Результат  | Гості          | Турнір                | Голи | Примітки  |
| ---------- | ------------------------ | ---------- | ---------- | -------------- | --------------------- | ---- | --------- |
| 30-5-2001  | Тегу                     | Франція    | 5 – 0      | Південна Корея | Кубок Конфедерацій    | -    |           |
| 1-6-2001   | Тегу                     | Австралія  | 1 – 0      | Франція        | Кубок Конфедерацій    | -    |           |
| 3-6-2001   | Ульсан                   | Франція    | 4 – 0      | Мексика        | Кубок Конфедерацій    | -    |           |
| 16-10-2002 | Валлетта                 | Мальта     | 0 – 4      | Франція        | Відбір до ЧЄ 2004     | -    |           |
| 30-4-2003  | Сен-Дені (Сена-Сен-Дені) | Франція    | 5 – 0      | Єгипет         | товариський матч      | -    |           |
| 18-6-2003  | Ліон                     | Франція    | 1 – 0      | Колумбія       | Кубок Конфедерацій    | -    |           |
| 20-6-2003  | Сент-Етьєн               | Франція    | 2 – 1      | Японія         | Кубок Конфедерацій    | -    |           |
| 26-6-2003  | Париж                    | Франція    | 3 – 2      | Туреччина      | Кубок Конфедерацій    | -    |           |
| 29-6-2003  | Париж                    | Камерун    | 0 – 1 д.ч. | Франція        | Кубок Конфедерацій    | -    | 2º Titolo |
| 20-8-2003  | Женева                   | Швейцарія  | 0 – 2      | Франція        | Відбір до ЧЄ 2004     | -    |           |
| 6-9-2003   | Сен-Дені (Сена-Сен-Дені) | Франція    | 5 – 0      | Кіпр           | Відбір до ЧЄ 2004     | -    |           |
| 10-9-2003  | Любляна                  | Словенія   | 0 – 2      | Франція        | Відбір до ЧЄ 2004     | 1    |           |
| 11-10-2003 | Сен-Дені (Сена-Сен-Дені) | Франція    | 3 – 0      | Ізраїль        | Відбір до ЧЄ 2004     | -    |           |
| 15-11-2003 | Гельзенкірхен            | Німеччина  | 0 – 3      | Франція        | товариський матч      | -    |           |
| 18-2-2004  | Брюссель                 | Бельгія    | 0 – 2      | Франція        | товариський матч      | -    |           |
| 31-3-2004  | Роттердам                | Нідерланди | 0 – 0      | Франція        | товариський матч      | -    |           |
| 13-6-2004  | Лісабон                  | Франція    | 2 – 0      | Англія         | ЧЄ 2004 - 1-й етап    | -    |           |
| 17-6-2004  | Лейрія                   | Хорватія   | 2 – 2      | Франція        | ЧЄ 2004 - 1-й етап    | -    |           |
| 25-6-2004  | Лісабон                  | Франція    | 0 – 1      | Греція         | ЧЄ 2004 - чвертьфінал | -    |           |
| 9-10-2004  | Сен-Дені (Сена-Сен-Дені) | Франція    | 0 – 0      | Ірландія       | Відбір до ЧС 2006     | -    |           |
| 13-10-2004 | Нікосія                  | Кіпр       | 0 – 2      | Франція        | Відбір до ЧС 2006     | -    |           |
| Усього     |                          | Матчів     | 21         |                | Голів                 | 1    |           |

## Титули і досягнення
- Володар Кубка Інтертото (1):

«Страсбур»: 1995
- Володар Кубка французької ліги (1):

«Страсбур»: 1996–97
- Чемпіон Італії (2):

«Інтернаціонале»: 2006–07, 2007–08
- Володар Суперкубка Італії з футболу (2):

«Інтернаціонале»: 2006, 2008
- Володар Кубка Конфедерацій (2):

Франція: 2001, 2003